# NCAA Division I 2010 (pallavolo maschile)
La NCAA Division I 2010 si è svolta dal 6 all'8 maggio 2010: al torneo hanno partecipato 4 squadre di pallavolo universitarie e la vittoria finale è andata per la seconda volta alla Stanford.

## Squadre partecipanti
- 01)  Stanford
- 02)  CSU Northridge
- 03)  Penn State
- 04)  Ohio State

## Final Four
|  | Semifinali 6 maggio | Semifinali 6 maggio | Semifinali 6 maggio |            |   | Finale 8 maggio | Finale 8 maggio | Finale 8 maggio |  |
|  |                     |                     |                     |            |   |                 |                 |                 |  |
|  | 1                   | Stanford            | 3                   |            |   |                 |                 |                 |  |
|  | 1                   | Stanford            | 3                   |            |   |                 |                 |                 |  |
|  | 4                   | Ohio State          | 0                   |            |   |                 |                 |                 |  |
|  | 4                   | Ohio State          | 0                   |            | 1 | Stanford        | 3               |                 |  |
|  |                     |                     |                     |            | 1 | Stanford        | 3               |                 |  |
|  |                     |                     | 3                   | Penn State | 0 |                 |                 |                 |  |
|  | 2                   | CSU Northridge      | 3                   | Penn State | 0 | 1               |                 |                 |  |
|  | 2                   | CSU Northridge      |                     |            |   |                 |                 |                 |  |
|  | 3                   | Penn State          | 3                   |            |   |                 |                 |                 |  |

### Semifinali
| 6 maggio Maples Pavilion, Stanford | Stanford       | 3 - 0 | Ohio State | 30-25, 30-26, 30-17 |
| 6 maggio Maples Pavilion, Stanford | CSU Northridge | 0 - 3 | Penn State | 21-30, 23-30, 28-30 |

### Finale
| 8 maggio Maples Pavilion, Stanford | Stanford | 3 - 0 | Penn State | 30-25, 30-20, 30-18 |

## Premi individuali
Al termine della finale viene assegnato il premio di Most Outstanding Player al miglior giocatore della finale e vengono eletti i sei giocatori che fanno parte dell'All-Tournament Team.
| Premio                  | Giocatrice     | Squadra    |
| ----------------------- | -------------- | ---------- |
| Most Outstanding Player | Kawika Shoji   | Stanford   |
| Most Outstanding Player | Bradley Lawson | Stanford   |
| All-Tournament Team     | Evan Romero    | Stanford   |
| All-Tournament Team     | Erik Shoji     | Stanford   |
| All-Tournament Team     | Max Lipsitz    | Penn State |
| All-Tournament Team     | William Price  | Penn State |
| All-Tournament Team     | Joseph Sunder  | Penn State |